# گالری ۹
گالری ۹ نام یک مجموعهٔ تلویزیونی ایرانی به کارگردانی «غلامرضا رمضانی» است که در سال ۱۳۷۶ تولید و از شبکه تهران پخش گردید.

## خلاصه داستان
یک نقاش جوان به نام «امیر سهرابی»، پس از آنکه تابلوهایش در موزه هنرهای معاصر مورد پذیرش قرار نمی‌گیرد، تصمیم می‌گیرد تا تابلویی نفیس را از نمایشگاه بدزدد و تابلوی خود را که در واقع یک کپی از تابلوی اصلی است، جایگزین آن کند...

## بازیگران
- حسن پورشیرازی (کاوه)
- رضا ایران‌منش
- لیلی رشیدی (نگار)
- سعید آقاخانی (امیر)
- هایده حائری (مادر نگار و امیر)
- ابراهیم آبادی (پدر نگار و امیر)
- رضا فیاضی
- آتش تقی‌پور
- اکبر دودکار
- هرمز هدایت
- رضا خندان
- محسن زهتاب
- محمد بختیاری
- مجید آقاکریمی
- پرویز گل‌دوست
- شعبان رنگی‌وند
- محمد مجدسیما
- مصطفی طلوعی
- مرضیه صدرایی
- بهارک حبیب‌زاده
- علی شاه‌کرمی
- زهره صالحی
- شهلا صیادی
- محمود افشار
- محسن سادات
- آرش معدنچی
- حسین فتاحی
- حامد محققی
- حمید پادگانه
- علی جلالی
- پیام گویا
- هما اسدی
- مهناز غنی